# アンキロバクター属
アンキロバクター属はキサントバクター科に属するグラム陰性非芽胞形成絶対好気性の屈曲した桿菌。ガス胞及び莢膜を有している。一般には運動性がないが、鞭毛を持ち運動する株も発見されている。もともとはミクロシクラス属と名付けられていたが、真菌で先にその名前が用いられていたため改名された。基準種はアンキロバクター・アクアティカス。属名は曲がった桿菌を意味する。CG含量は66から69。
淡水や土壌から発見されている。カタラーゼ陽性、オキシダーゼ陽性。通性メチル栄養細菌でギ酸及びメタノールを利用するほか、水素を利用して炭酸固定を行うことができる水素細菌に分類される。